# Horns Rev
For vindemølleparkerne på Horns Rev, se Horns Rev Havmøllepark eller Horns Rev 2.
Horns Rev er et rev bestående af et kompleks af sandbanker der strækker sig omkring 30 km ud i Nordsøen, ud for Blåvands Huk. Horns Rev er således forlængelsen af strandplanet ud i havet ved Blåvands Huk.
Der er egentlig tale om to rev; Indre Horns Rev og Ydre Horns Rev, adskilt af den ca. 5 km brede og 20 m dybe nv-sø-gående rende Slugen.
I en sænkning vest for Varde bakkeø og Esbjerg bakkeø og ud til den nu vanddækkede Vovov bakkeø (ligger i dag under Ydre Horns Rev) er der aflejret sedimenter tilbage fra slutningen af Saale-istiden. I vore dage aflejres sand på det Indre Horns Rev som følge af primært tidevandets strømningsforhold over revet.
Fra 1914 lå Motorfyrskib nr. 1 her for at advare skibstrafikken om revet. Dette skib er nu et museumsskib og ligger i Esbjerg Havn.
På Ydre Horns Rev er opført tre havvindmølleparker; Horns Rev Havmøllepark, lidt nordvest herfor Horns Rev 2 og nord-nordøst herfor Horns Rev 3.